# Internationale Roma Unie
De Internationale Roma Unie (IRU, Romani: Romano Internacionalno Jekhethanibe) is een belangrijke internationale belangenorganisatie van de Roma. De organisatie is het overkoepelende orgaan van een groot aantal nationale en regionale organisaties.
De IRU werd onder de naam International Romani Union opgericht tijdens het tweede Internationale Romani Congres in april 1978 in Genève. Tijdens dit congres werd de Tsjechische-Zwitserse arts Jan Cibula gekozen tot voorzitter. Als erevoorzitter geldt de acteur Yul Brynner (1915-1985) die in de jaren zeventig een actief voorvechter was van de rechten van Roma.
De doelstellingen van de organisatie waren in hoofdzaak de erkenning van de Roma als een op zichzelf staande etnische minderheid bij de Verenigde Naties, de verbetering van de juridische status van de Roma en het behoud van de Romacultuur.
Sinds 1979 bezit ze de consultatieve status als niet-gouvernementele organisatie bij de Economische en Sociale Raad van de Verenigde Naties en heeft ze een raadgevende status bij de UNESCO. Sinds 1986 is ze lid van UNICEF.